# エンペラー (バンド)
エンペラー (Emperor) は、ノルウェー出身のブラックメタル・バンド。
ブラックメタル系ミュージシャンの犯罪が問題だった1990年代の同国において、3人のメンバーが逮捕された経緯を持つ（→ブラックメタル・インナーサークル)。一度解散したが2005年から再開し、断続的に活動。

## 略歴
1988年、当時13歳だったイーサーンが、(ロックの)音楽スクールでサモスと出会いバンドをはじめる。バンド名は次々変わり1991年、最終的にバンド名はThou Shalt Sufferとなる。しかしサモスはメイヘムのユーロニモスに影響を受けこのバンドを解体する。また彼はこの頃から、自身がドラムを務めるバンドに向けて曲を書き始め、新たにベースのモルティスを加えてイーサーンと共にバンドエンペラー (Emperor)が結成される。
1992年、EP『Call From the Grave』、『Wrath of the Tyrant』を録音し、キャンドルライト・レコードと契約。その後、サモスは自分に合ったギターへとポジションを変え、ファウストが新たなドラマーとして加入する。またモルティスが脱退し、代わってツォートが加入。1993年、EP『Emperor』、エンスレイヴドとのスプリットアルバム『Hordanes Land』をリリースし、さらにアルバムの録音に移るが、バーズムのヴァルグ・ヴィーケネスの逮捕に端を発する「ブラックメタル・インナーサークル」のメンバーの相次ぐ逮捕により、サモス、ファウスト、ツォートらも懲役刑を科せられ、一時期はイーサーンが唯一のメンバーとなってしまう。1994年、EP『As the Shadows Rise』、1stアルバム『In the Nightside Eclipse』をリリース。このアルバムで彼等は大きな賞賛を得、多くのファンを獲得する。1995年、しばらくは活動の休止を余儀なくさせられていたが、出所したサモスと、元エンスレイヴドのタリムをドラムに、アルヴァをベースに迎え、活動を再開。
1997年、EP『Reverence』、2ndアルバム『Anthems to the Welkin at Dusk』をリリース。前作よりもずっとプログレッシブさを強めたこの作品は、世界中のメタル雑誌において「アルバム・オブ・ザ・イヤー(Album of the Year)」投票で勝利を勝ち取った。その後すぐにアルヴァが脱退した事で、以後はイーサーンがベースも兼任するようになる。この頃からイーサーンはより芸術的でプログレッシブな音楽性を求め、彼の妻であるIhrielと共にPeccatumというバンドを、サモスとタリムはデスメタルの方向へ転換し、ザイクロンを結成し活動を開始する。1999年、3rdアルバム『IX Equilibrium』をリリース。2001年、イーサーンによって4thアルバム『Prometheus: The Discipline of Fire and Demise』をリリース後バンドを解散することが決定された。2003年、彼等のベストアルバムにあたる『Scattered Ashes: A Decade of Emperial Wrath』がリリースされる。

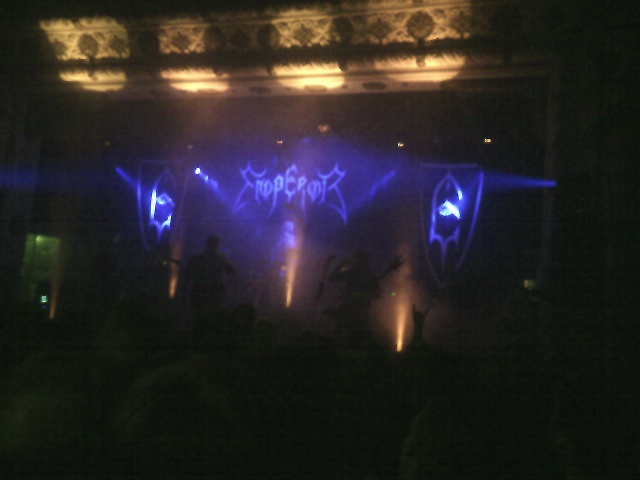
USA.シカゴ公演 (2007年5月)

2005年9月30日、オスロのコンサートホール「Rockefeller」にて、わずか数人しか事情を知らされなかった極秘のサプライズライブ出演によって、解散時のメンバーのまま再結成を果たす(この時演奏したのは3曲のみであった)。以後アメリカやヨーロッパでコンサートツアーを行ったほか、ヴァッケン・オープン・エアなどのフェスティバルにも出演をしている(アメリカでのライブは、サモスが放火・暴行の罪で捕まっていた為彼が出演することが出来ず、そこではサモスがいない状態でライブを行なった。
2013年8月2日、2014年のヴァッケン・オープン・エアのヘッドライナーとして再始動することが決定。この再結成について、タリムは参加せず元メンバーのファウストが参加することになった。
2014年7月、バンド初の来日公演。ファウストに対しビザが下りなかったため、日本公演のみタリムが参加した。17日に東京、18に大阪にてライブが行われたが、大阪ではサモスが急病の為、彼がいない状態でのライブとなった。
2017年10月、「LOUD PARK 17」フェスティバル出演のため再来日し、14日に『Anthems to the Welkin at Dusk』アルバムの再現を含むステージを披露した。
2019年11月、デフヘヴン (Deafheaven) をゲストに迎えて、3度目の来日公演を行った。

## スタイル
初期はブラックメタル特有の冷たく、重いサウンドにメロディアスなギターリフ・キーボードを交えた音楽性を展開。
2nd～4thにはクラシックの影響から、壮大でプログレッシブな新しいブラックメタルのスタイルを追求。この変化について、賛否両論であるが世界的な名声を得るようになった。この時期からはブラックメタルバンドに多く見られるロングヘアーや「コープス・ペイント」をしていない。ブラストビートを多用したドラムビートを主体としつつも、それまでと違い、ギターをスタッカートに刻むようになり、キーボードの使い方も従来より大胆である。

## メンバー

### 現ラインナップ
- イーサーン (Vegard Sverre "Ihsahn" Tveitan) - ボーカル/ギター/キーボード 1975年生まれ (1991- )
ソロ名義でも活動。中心人物だが犯罪行為には興味を示さなかった。アルヴァ脱退後の1999年から2001年の解散までベースも兼任していた。
- サモス (Tomas Thormodsæter "Samoth" Haugen) - ギター 1974年6月9日生まれ (1991- )
- タリム (Kai Johnny "Trym Torson" Mosaker) - ドラムス (1996-2007, 2016- )

サポート
- セクトデーモン (Tony "Secthdamon" Ingebrigtsen) - ベース (2005- )
- エイナル・ソルベルグ (Einar Solberg) - キーボード (2005- )

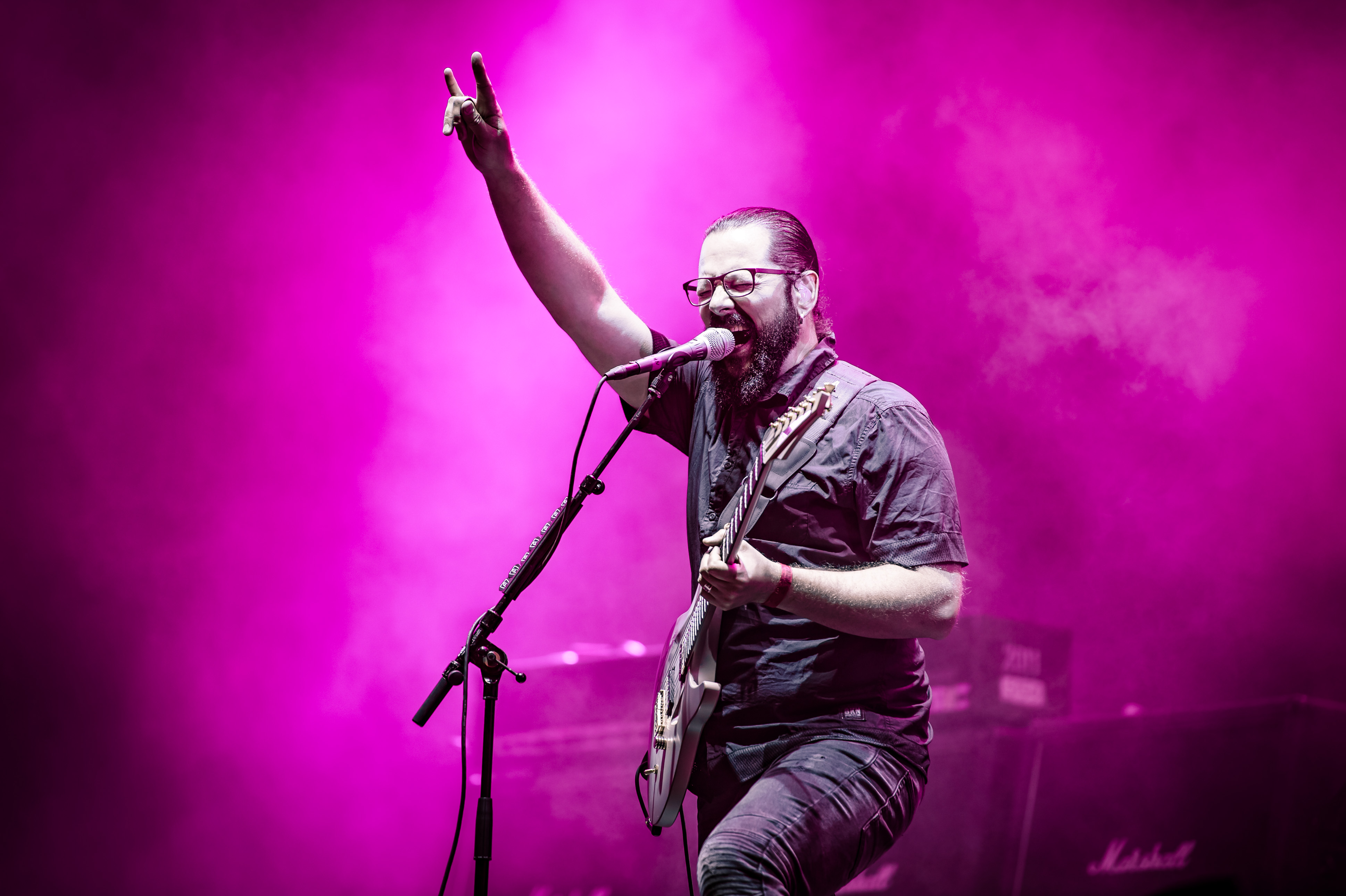
イーサーン(Vo/G) 2017年
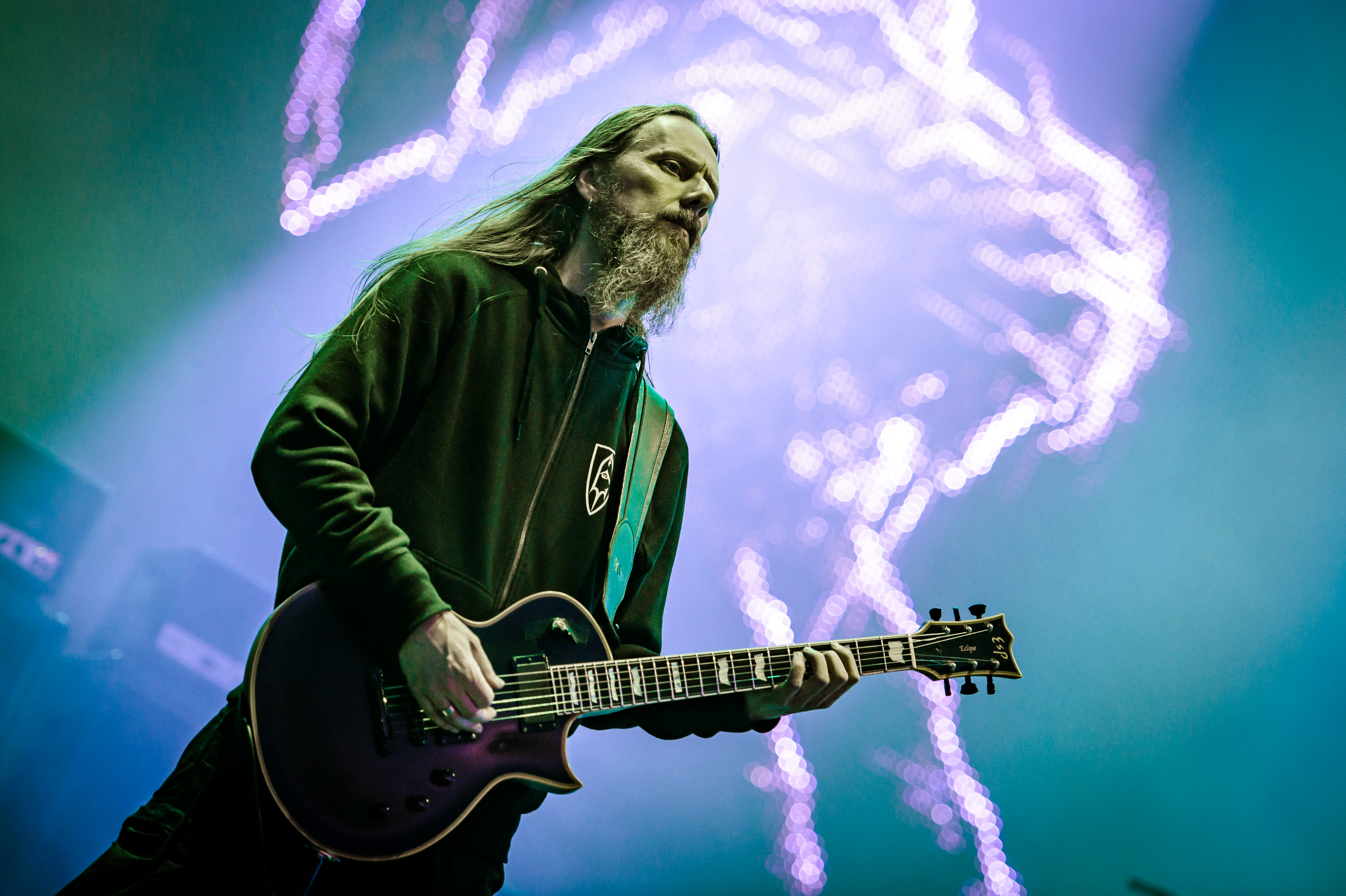
サモス(G) 2017年
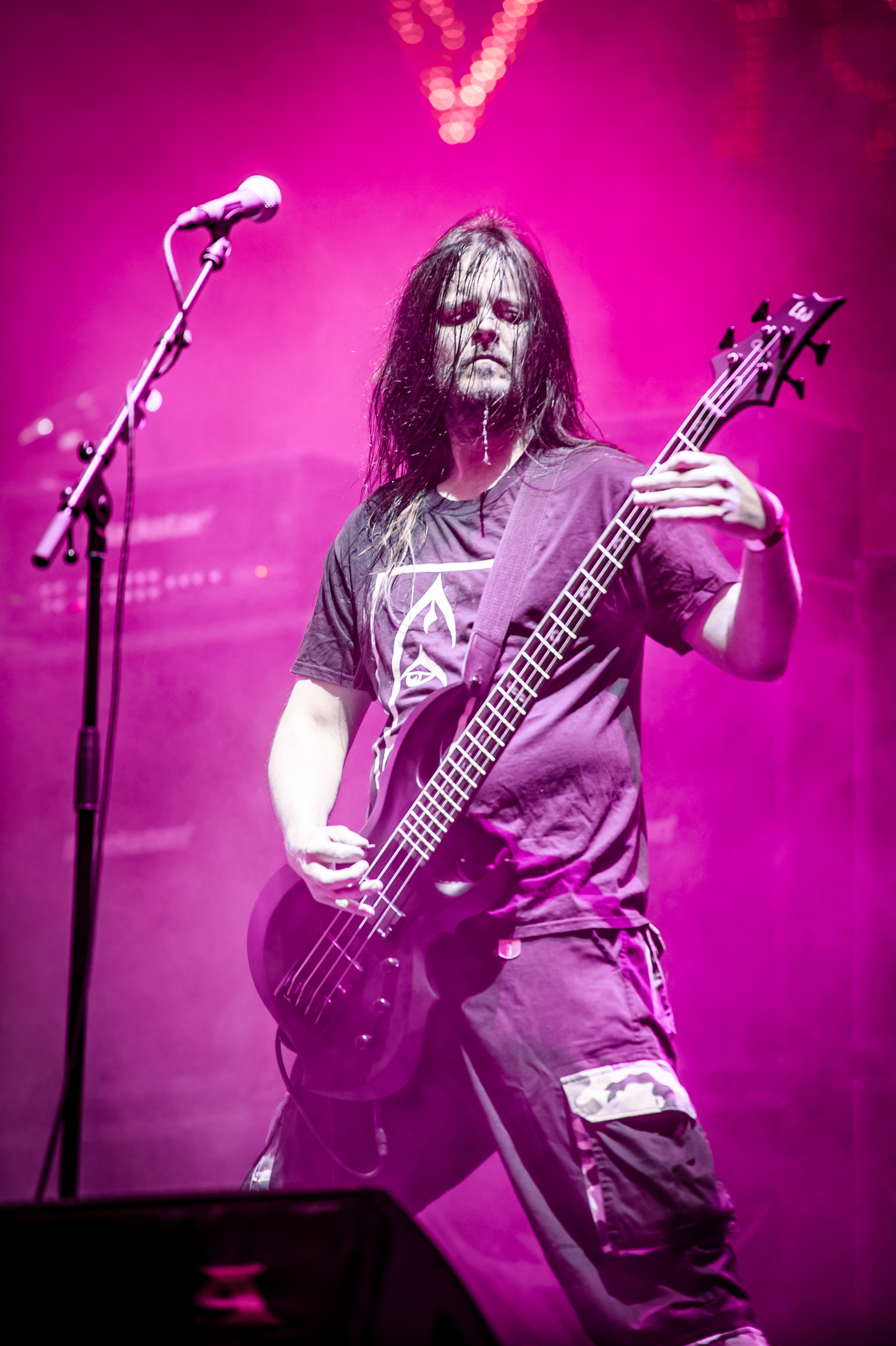
セクトデーモン(B) 2017年
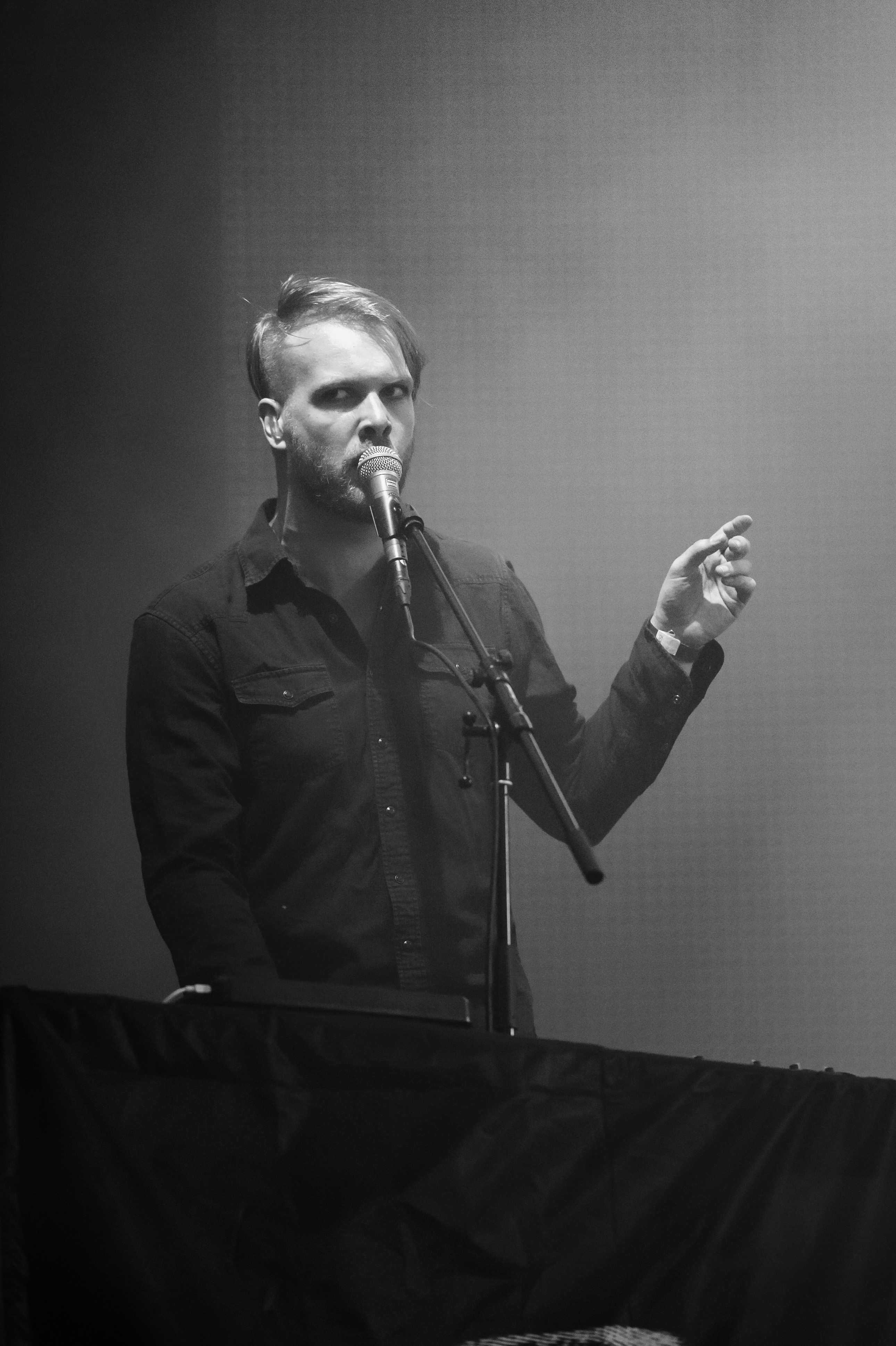
エイナル・ソルベルグ(Key) 2017年

### 旧メンバー
- モルティス  (Håvard "Mortiis" Ellefsen) - ベース (1991-1992)
- ファウスト (Bård "Faust" Eithun) - ドラムス 1974年4月21日生まれ　(1992-1994, 2013-2014)
1992年に起きた事件で逮捕、殺人・放火の罪で懲役14年の判決を受けるが、9年4ヵ月の監禁を経て2003年に釈放。
- ツォート (Terje "Tchort" Schei) - ベース 1974年生まれ (1993-1994)
- アルヴァ (Jonas "Alver" Alver) - ベース (1995-1998)

## ディスコグラフィー

### アルバム
オリジナル・アルバム
- 1994年　In the Nightside Eclipse - 闇の皇帝
- 1997年　Anthems to the Welkin at Dusk - 闇の讃美歌
- 1999年　IX Equilibrium - 闇の黙示録
- 2001年　Prometheus: The Discipline of Fire and Demise - 闇の終焉〜ラストエンペラー〜
オリジナル盤発売後、現在までにいくつかのリマスター盤がリリースされている。2007年には、ボックスセット（インタビュー・歌詞付きポスター入り）も発売されている。
邦題の書かれている作品のうち、闇の復活祭以外の作品は、全てトイズファクトリーから日本盤が発売されていたが、トイズファクトリー盤は全て廃盤となっている。

ライブ・アルバム
- 2000年　Emperial Live Ceremony - 闇の晩餐
- 2009年　Live Inferno

EP/ミニ・アルハム
- 1992年　Call From the Grave
- 1992年　Wrath Of The Tyrant
- 1993年　Emperor
- 1996年　Reverence

コンピレーション
- 2001年　Emperial Vinyl Presentation
EPやスタジオアルバム、ライブアルバムを収めたものである。限定3000セットで販売された。
- 2003年3月25日　Scattered Ashes: Decade of Emperial Wrath - 闇の軌跡

### 映像作品
- 2004年　Emperial Live Ceremony
- 2010年　Live At Wacken 2006 - 闇の復活祭

## 日本公演
- In the Nightside Eclipse 20th Anniversary Tour (2014年)
7月17日　東京 TSUTAYA O-EAST
7月18日　大阪 UMEDA CLUB QUATTRO
- LOUD PARK 17 (2017年)[4]
10月14日　埼玉 さいたまスーパーアリーナ
- Anthems To The Welkin At Dusk - Final Japan Tour (2019年)
11月13日　大阪 なんばHatch
11月14日　東京 TSUTAYA O-EAST
11月15日　東京 TSUTAYA O-EAST
- Emperial Darkness Japan Tour  (2023年)
3月1日　大阪 BIGCAT
3月2日　東京 EX THEATER ROPPONGI

## エピソード
- EP「Emperor」はノルウェーの首都オスロから500km離れたベルゲンにある設備の悪い安いスタジオで収録されたが、その為にメンバーはSamothの父から車を借り、当時メンバー内で唯一自動車免許を持っていたFaustが運転をして行った。
- 当時19歳だったSamothは、Faustと共に自分の父が所有するフォードの中で、ベルゲンに住む隣人を脅迫したことがある。
- また、Ihsahnを除くメンバーはそれぞれ自分のパートの収録を終えた後ロックパブなどへ赴いて遊んでいたようだが、当時17歳だった彼はパブに行くことが出来なかった上、ボーカル・ギター・キーボードのパートも担当しており、またスタジオの機械に興味があった為エンジニアに一晩中学んでいた。
- アルバムのバックカバーにはメンバーそれぞれの写真が見られるが、「In the Nightside Eclipse」においては当時彼らが写真技術者などとの接触がなかった為、Ihsahn、Samoth、FaustはSamoth宅の敷地内で撮影、Ihsahnの宇宙のような背景とSamothの手前の燃えるヤギは、自ら材料をハサミで切り、糊で貼り付けたものである。Tchortは墓地の墓石の後ろで撮影したが、その上に乗っている血まみれ(血のりか)の天使の石像を撮影後盗み自宅の寝室に置いていたところ、後日逮捕された(おそらく血のりらしきものをかけたのも彼である)。
- アルバム「In the Nightside Eclipse」のジャケットはディセクションの『The Somberlain』のジャケットなどを手がけた画家Necrolordによるものである。Samothが彼の作品を見て気に入り、元々彼の元カノが描いてくれた絵の中からジャケットの右手に見える塔を、IhsahnとSamothはEPのジャケットに描かれている空を翔る死神などのアイデアを持ち寄り、それらをNecrolordに送りイラストを注文した。結果ジャケットは非常に良い出来となり、メンバーもかなり気に入っているようである。
- 1993年にはVarg Vikernesによる殺人が起きたが、Emperorのメンバーは彼と親しかったようである。彼がメンバーの家に立ち寄ったり、逆にメンバーが彼の住むアパートでいくらか過ごした事もある(Tchortは風呂場を借りてシャワーを浴び、泡風呂にも入った)。
- 「ブラックメタル・インナーサークルの事件によって死亡したMayhemのユーロニモスに関して、アルバム『In The Nightside Eclipse』(ボックスセット)のジャケットの見返し部分には、「In Memory Of Euronymous (ユーロニモスを偲んで)」と記されている。
- 2007年、アメリカを中心とした世界的なアニメチャンネル「カートゥーン ネットワーク」の放送枠の1つ「アダルトスイム」で放送されている、メタラー風のキャラクターが登場するアニメーション作品「Metalocalypse」のエピソード『Dethfashion』において、Ihsahn、Samoth、Trymの3人が声優としてゲスト参加している。
- アルバム「Anthems to the Welkin at Dusk」収録のYe EntrancemperiumのイントロのギターリフはEuronymousが作曲したものであり、Mayhemのブートレグ「Ha-Elm Zalag」でその原型を聴くことが出来る。
- 彼らのロゴはベルギー出身のロゴデザイナークリストフ・シュパイデルによってデザインされた。

## 外部サイト
- Emperor公式サイト
- Mortiis公式サイト
- Zyklon公式サイト
- Ihsahn公式サイト